# Poecilocloeus floridus
Poecilocloeus floridus är en insektsart som beskrevs av Marius Descamps 1980. Poecilocloeus floridus ingår i släktet Poecilocloeus och familjen gräshoppor. Inga underarter finns listade i Catalogue of Life.